# Bilishivale, Bangalore South
Bilishivale là một làng thuộc tehsil Bangalore South, huyện Bangalore Urban, bang Karnataka, Ấn Độ.